# 城市酒店信託
城市酒店信託（英語：CDL Hospitality Trusts，SGX：J85），在2006年由城市發展有限公司旗下千禧康柏特妮酒店股份有限公司成立一家房地產信託基金。
現時持有新加坡、澳大利亞和新西蘭經營酒店資產，而總部位於36 Robinson Road #04-01 City House Singapore 068877。而股份在2006年7月19日於新加坡交易所主板上市，而招股價為0.83坡元，發售單位以425,000,000股，而集資額為353,000,000坡元。 根據2010年報資料，千禧康柏特妮酒店股份有限公司，和有關聯營企業，持有城市酒店信託32.745%至35.405%股權不等。

## 連結
- CDLHT.com （页面存档备份，存于）